# Journal of Arachnology
Journal of Arachnology – recenzowane czasopismo naukowe publikujące artykuły dotyczące arachnologii.
Czasopismo zostało stworzone w 1973 roku przez American Arachnological Society. Od tego czasu ukazują się 3 numery rocznie. Ukazują się w nim przede wszystkim wyniki nowych badań i ważnych obserwacji. Na łamach pisma opisano wiele nowych taksonów pajęczaków z całego świata, m.in.:
- Trachyzelotes minutus z południowej Portugalii[2]
- Santinezia noctiscansor z Panamy[3]
- Tarabulida z Kenii[4]
- Hadrobunus fuxiformis[5]
- Drassyllus broussardi z Teksasu[6]
- 5 nowych gatunków z rodziny Eremobatidae[7]
- Arctosa denticulata z Meksyku[8]
- Dwa gatunki z rodzaju Lygromma[9]